# نينتندو سويتش أونلاين
نينتندو سويتش أونلاين (بالإنجليزية: Nintendo Switch Online)‏ هي خدمة اشتراك عبر الإنترنت لمشغل ألعاب الفيديو نينتندو سويتش. تتضمن ميزات نينتندو سويتش أونلاين تعدد اللاعبين عبر الإنترنت، وتوفير السحابة، والدردشة الصوتية عبر تطبيق الهاتف الذكي، والوصول إلى مكتبة ألعاب نينتندو إنترتينمنت سيستم (إن إي إس) وسوبر نينتندو إنترتينمنت سيستم (سوبر نينتندو)، بالإضافة إلى العروض الترويجية والعروض الأخرى. تضيف طبقة موسعة من الخدمة ألعاب نينتندو 64 وسيجا جينسيس إلى المكتبة. بعد فترة مؤقتة قدمت فيها نينتندو إمكانية اللعب الجماعي عبر الإنترنت مجانًا، أُطلِقَت خدمة الاشتراك رسميًا في 18 سبتمبر 2018. الخدمة هي خدمة الجيل الثالث من نينتندو عبر الإنترنت بعد نينتندو واي فاي كونيكشن ونينتندو نيتورك.
كانت آراء الخدمة مختلطة. أشيد بشكل عام بسعرها المعقول مقارنة بالخدمات الأخرى عبر الإنترنت، ولكن انتُقِدَ تطبيق الهاتف الذكي الخاص بها، ومكتبة محتوى نينتندو إنترتينمت سيستم، ومجموعة صغيرة من الألعاب المدعومة بالحفظ السحابي، ونقص الخوادم المخصصة.

## التاريخ
أُعلِنَ عن نينتندو سويتش في يناير 2017، مع إطلاقه في 3 مارس 2017. ذكرت نينتندو في إعلاناتها السابقة للإصدار أن النظام سيتطلب في النهاية شراء «خدمة عبر الإنترنت» مدفوعة الأجر لكنها ستكون متاحة لجميع المستخدمين مجانًا حتى إطلاق الخدمة. تضمنت الميزات التي أُعلِنَ عنها تطبيق هاتف ذكي مصاحب، بالإضافة إلى إمكانية الوصول إلى لعبة مجانية من نينتندو إنترتينمنت سيستم شهريًا. خُطَطَت للخدمة مبدئيًا في أواخر عام 2017. بحلول يونيو 2017، أجلت نينتندو إصدار الخدمة حتى 2018، لكنها وضعت خطط تسعير للخدمة بمتوسط سعر سنوي يبلغ 20 دولارًا أمريكيًا، اعتمادًا على المنطقة. أوضح رئيس شركة نينتندو الأمريكية آنذاك، ريجي فيس-إميه، أن التأخيرات كانت لضمان أن تكون الخدمة «عالمية»، وأن ما يكفي من وظائفها المعلنة متاحة عند الإطلاق لتبرير تكلفتها. تهدف نينتندو إلى الحصول على نقطة سعر أقل مقارنةً ببلاي ستيشن بلس وإكس بوكس لايف غولد، حيث لا تتضمن الخدمة نفس نطاق الميزات التي توفرها خدمات الاشتراك هذه. صرح رئيس نينتندو آنذاك، تاتسومي كيميشيما، أن نقطة السعر كانت موضوعًا مهمًا في تصميم خدمات سويتش عبر الإنترنت، وبغض النظر عما يفعله المنافسون، «إنها مسألة توصيل المحتوى الخاص بنا إلى المستهلك بسعر من شأنه أن يجعل لهم سعداء، ومن ثم فنحن على استعداد للنظر في ما يمكننا فعله أيضًا للمضي قدمًا».
أُطلِقَت خدمة نينتندو سويتش أونلاين في 18 سبتمبر 2018. قام نينتندو دايركت قبل يومين من الإصدار بتفصيل المجموعة الكاملة من الميزات التي ستكون جزءًا من الخدمة عبر الإنترنت، بما في ذلك مكتبة أكبر ومستمرة من ألعاب إن إي إس للمشتركين (مع 20 متاحة عند الإطلاق، والمزيد يمكن إضافتها على أساس مستمر)، بالإضافة إلى دعم الحفظ السحابي. غطى الإطلاق الأولي 43 سوقًا، مع توقع المزيد من الأسواق لاحقًا.
في سبتمبر 2018، بدأت مشغلات نينتندو سويتش المستوردة إلى الصين تواجه مشكلات في الاتصال هناك، بسبب خدمة نينتندو سويتش أونلاين التي تستخدم خوادم جوجل المحظورة في الصين.
في 28 مارس 2019، أعلن تويتش أن أعضاء تويتش برايم يمكنهم المطالبة بما يصل إلى عام من عضوية نينتندو سويتش أونلاين المجانية بين 28 مارس 2019 و 20 يناير 2020.
أُطلِقَت الخدمة رسميًا في كوريا الجنوبية وهونغ كونغ، في 23 أبريل 2019.
في 4 سبتمبر 2019، أعلنت نينتندو في عرض نينتندو دايركت أنه ستضاف ألعاب سوبر نينتندو إلى الخدمة في اليوم التالي ضمن تطبيق منفصل.
في 1 ديسمبر 2020، صدر تحديث برنامج 11.0.0 الذي أضاف تطبيق نينتندو سويتش أونلاين إلى الشاشة الرئيسية للمشغل.
ستقدم نينتندو فئة اشتراك جديدة كحزمة توسعة في أكتوبر 2021 يمكن للمستخدمين الانتقال إليها. مع هذا المستوى، سيتمكن المستخدمون من الوصول إلى مكتبة موسعة من ألعاب نينتندو 64 وسيجا جينسيس جنبًا إلى جنب مع الفوائد الحالية.

### الاستعمال
بحلول 31 ديسمبر 2018، أي بعد حوالي ثلاثة أشهر من إطلاقها، اكتسبت الخدمة أكثر من ثمانية ملايين مشترك. ذكرت نينتندو في أواخر أبريل 2019 أن الخدمة بها 9.8 مليون مشترك. وصلت الخدمة إلى أكثر من 10 ملايين مشترك بحلول يوليو 2019، وأكثر من 15 مليونًا بحلول يناير 2020. وصلت الخدمة إلى أكثر من 26 مليون عضو بحلول سبتمبر 2020.

## السمات

### اللعب الجماعي
يتطلب اشتراك نينتندو سويتش أونلاين للوصول إلى اللاعبين المتعددين عبر الإنترنت في غالبية الألعاب. تُعفى بعض الألعاب المجانية متعددة اللاعبين، مثل فورتنايت باتل رويال ووارفريم، من هذا المطلب، ويمكن لعبها على الإنترنت مجانًا بدون اشتراك.

### حفظ سحابي
يسمح التخزين السحابي بحفظ البيانات للعديد من الألعاب لتُتَزامَن عبر الإنترنت، بحيث يمكن استعادتها إذا كان يجب على المستخدم نقل حساب نينتندو الخاص به إلى مشغل سويتش آخر أو إذا كانوا يستخدمون مشغلات متعددة. هذه الميزة غير مدعومة لبعض الألعاب بما في ذلك تلك التي تحتوي على أشكال معينة من الوظائف عبر الإنترنت مثل تداول العناصر والتصنيفات التنافسية، مشيرة إلى المخاوف المحيطة بإمكانية إساءة الاستخدام التي قد «تؤثر بشكل غير عادل» على طريقة اللعب.
سيفقد المستخدمون الوصول إلى الحفظ السحابي إذا سمحوا بانتهاء اشتراكهم، على الرغم من وجود فترة سماح مدتها ستة أشهر لتجديد الاشتراك واستعادتها قبل حذفها.
وفقًا للقائمة أدناه، يوجد حاليًا 52 لعبة لا تدعم وظيفة الحفظ السحابي.
| اللعبة                                         | الملاحظات |
| ---------------------------------------------- | --------- |
| 1-2 سويتش                                      |           |
| أسفلت 9: ليجندز                                |           |
| باس برو شوبس: ذا سترايك - تشامبيونشيب إديشن    |           |
| بلايد 2 - ذا ريترن أوف إيفل                    |           |
| بوكباوند بريدح                                 |           |
| كابيلاز: ذا هانت - تشامبيونشيب إديشن           |           |
| كاتان                                          |           |
| سيفيليزيشن 6                                   |           |
| كولر زين كيدز                                  |           |
| ديمون إكس ماشينا                               |           |
| دارك سولز: ريماسترد                            |           |
| داون أوف ذا بريكرز                             |           |
| ديد باي دايلايت                                |           |
| ديث مارك                                       |           |
| دنجن ستارز                                     |           |
| إتيرنال كارد غيم                               |           |
| إكسوردر                                        |           |
| فيفا 18                                        |           |
| فيفا 19                                        |           |
| فيفا 20                                        |           |
| فورتنايت باتل رويال                            |           |
| جيمس أوف وار                                   |           |
| غو فاكايشن                                     |           |
| إن-فيرت                                        |           |
| جومانجي: ذا فيديو غيم                          |           |
| لانتيرنيوم                                     |           |
| لايتسييكرز                                     |           |
| ذا لورد أوف رينغز: أدفنشر كارد غيم             |           |
| ماينكرافت: نينتندو سويتش إديشن                 |           |
| ماينايتور - ذا ستوري بازل                      |           |
| ميستوفر                                        |           |
| موديرن كومبات بلاكأوت                          |           |
| إن بي أي تو كاي بلاي غراوند 2                  |           |
| نيو سوبر لاكيز تايل                            |           |
| نيدهوغ 2                                       |           |
| نو تايم تو ريلاكس                              |           |
| أوربتبلايزرز                                   |           |
| أوفرواتش                                       |           |
| بيكسل ديفل أند ذا بروكن كارتريدج               |           |
| بوكيمون: ليتس غو بيكاتشو! أند ليتس غو إيفي!    |           |
| بوكيمون سورد وشيلد                             |           |
| ذا رايفن ريماسترد                              |           |
| روبي سويفثهاند أند ذا اورب أوف مايستيريز       |           |
| سبيكنغ سيموليتر                                |           |
| سبلاتون 2                                      |           |
| سوبر دراغون بول هيروز: ورلد ميشن               |           |
| تايموماري: كومبليت إديشن                       |           |
| ذا تاون أوف لايت                               |           |
| وارفايس                                        |           |
| وارهايممر أيج أوف سيغمار: تشامبيونز            |           |
| يو-غي-يو! لاغاسي أوف ذا دويليست: لينك إيفولوشن |           |

### التطبيق المصاحب
تطبيق نينتندو سويتش أونلاين للهاتف الذكي هو تطبيق مصاحب للمشغل طورته ونشرته نينتندو للاستخدام جنبًا إلى جنب مع خدمة نينتندو سويتش أونلاين. صدر في 21 يوليو 2017 للاستخدام على أجهزة آي أو إس وأندرويد. يتميز التطبيق بالدردشة الصوتية و «الخدمات الخاصة باللعبة» للألعاب مثل سبلاتون 2 وماريو كارت 8 ديلوكس وآرمز وماريو تنس إيسس ونينتندو إنترتينمنت سيستم لنينتندو سويتش أونلاين وسوبر سماش برذرز ألتميت وأنيمل كروسينغ: نيو هورايزنس.

#### التواصل
يمكن للمستخدمين الدردشة الصوتية من خلال تطبيق الهاتف المحمول نينتندو سويتش أونلاين على الهواتف الذكية. لا تتوفر وظيفة الدردشة الصوتية أصلاً من خلال سويتش؛ برر ريجي فيس-إميه القرار من خلال توضيح أن «نهج نينتندو هو القيام بالأشياء بشكل مختلف. لدينا مجموعة من الخبرات تختلف كثيرًا عن تلك التي يقدمها منافسونا، ونحن نفعل ذلك بطريقة مختلفة. وهذا يخلق نوعًا من الين واليانغ لنا المستهلكين. إنهم متحمسون بشأن عمليات الحفظ السحابية والمحتوى القديم ولكننا نتمنى أن نقدم دردشة صوتية بطريقة مختلفة، على سبيل المثال.»

### خدمة الألعاب الكلاسيكية
منذ وي، عرضت نينتندو ألعابًا من المشغلات القديمة من خلال خدمة فرتشول كونسول، ومع ذلك، لن يستخدموا هذا في نينتندو سويتش. بدلاً من ذلك، يمكن لمشتركي سويتش أونلاين الوصول إلى التطبيقات لتشغيل الألعاب لأنظمة ألعاب الفيديو الكلاسيكية. تدعم الألعاب ذات الأوضاع متعددة اللاعبين اللعب المحلي وعبر الإنترنت. خلال عامها الأول، وزعت الخدمة عبر الإنترنت ألعاب نينتندو إنترتينمنت سيستم (إن إي إس)، وأضافت لاحقًا ألعاب سوبر نينتندو إنترتينمنت سيستم (سوبر نينتندو) في سبتمبر 2019. وسعت نينتندو المكتبتين بمرور الوقت. بدءًا من أكتوبر 2021، المشتركون يمكن شراء توسع للعب ألعاب نينتندو 64 وسيجا جينسيس. في بعض الحالات، يعاد صياغة بعض هذه الألعاب لدعم اللعب متعدد اللاعبين لما يصل إلى أربعة لاعبين محليًا أو عبر الإنترنت.

### العروض والعروض الترويجية
يمنح أيضًا لمشتركي سويتش أونلاين إمكانية الوصول إلى العروض الخاصة والعروض الترويجية من نينتندو؛ عند الإطلاق، تلقى أولئك الذين اشتروا اشتراكًا لمدة 12 شهرًا أو خطة عائلية عناصر خاصة داخل اللعبة لسبلاتون 2، وفتحت نينتندو طلبات مسبقة حصرية لأجهزة التحكم اللاسلكية الخاصة بناءً على جهاز تحكم نينتندو إنترتينمنت سيستم، مصمم خصيصًا للاستخدام مع تطبيق نينتندو إنترتينمنت سيستم المذكور أعلاه.[بحاجة لمصدر] وبالمثل، وُّفِرَ جهاز تحكم لاسلكي خاص قائم على سوبر نينتندو مصمم للعمل مع المحول للشراء حصريًا للمشتركين عبر الإنترنت بعد وقت قصير من إضافة الخدمة لدعم ألعاب سوبر نينتندو.
بالتزامن مع الإصدار المتوقع لسوبر ماريو ميكر 2، أعلن عن عرض ترويجي لخفض الأسعار خلال نينتندو دايركت التي كانت متاحة حصريًا لأعضاء سويتش أونلاين. قدم العرض الترويجي «قسائم ألعاب نينتندو سويتش»، والتي تسمح للمشترين بتنزيل لعبتي نينتندو سويتش المؤهلين بسعر محدد يبلغ 99.99 دولارًا أمريكيًا لمشروع تجديد نظم الإدارة، مقارنة بمبلغ 120 دولارًا لشراء كلتا اللعبتين بشكل منفصل.
كما قدمت نينتندو ألعابًا أصلية مجانية لمن لديهم اشتراك عبر الإنترنت. صدرت تتريس 99 باعتبارها عنوانًا مجانيًا للعب للمشتركين في فبراير 2019، على الرغم من أنه قدم لاحقًا محتوى مدفوعًا قابلًا للتنزيل وإصدارات للبيع بالتجزئة من اللعبة لغير المشتركين. صدرت سوبر ماريو برذرز 35 في 1 أكتوبر 2020، وكان متاحًا فقط حتى 31 مارس 2021. صدرت باك مان 99 باعتبارها لعبًة مجانيًة للتشغيل للمشتركين في أبريل 2021 مع توفر محتوى مدفوع قابل للتنزيل.